# Танги, Жюльен-Франсуа
Жюльен-Франсуа Танги, Папаша Танги (фр. Julien François Tanguy, Père Tanguy; 25 июня 1825, Пледран — 6 февраля 1894, Париж) — парижский маршан, торговец красками и картинами, художник-любитель. Один из первых покупателей произведений импрессионистов.

## Биография
Жюльен-Франсуа Танги родился в 1825 году в семье ткача, свою трудовую деятельность начинал штукатуром. 23 апреля 1855 года в Сен-Бриё он женился на Рене Бриен (фр. Renée Briend ), уроженке Ильона. В 1860 году супруги переехали в Париж. Танги занялся растиранием красок в магазине некого Эдуарда на улице Клозель, близ площади Сен-Жорж на склоне Монмартра.
В 1868 году Танги начал собственную торговлю вразнос материалами для живописи, разъезжая по окрестностям Парижа, бывал в том числе в Аржантёйе и в лесу Фонтенбло, где работали художники-барбизонцы.
Во время Парижской коммуны Танги примкнул к революционерам. За это позднее он был арестован, но освобождён по настоянию Жоббе-Дюваля — посредственного художника и влиятельного чиновника. В 1873 году Жюльен Танги открыл магазин художественных принадлежностей на улице Клозель, в доме 14. Многие маршаны, в том числе известный Поль Дюран-Рюэль, начинали именно с подобной торговли. У тех, кто не мог расплатиться с ним деньгами, Танги брал картины. За отеческое отношение он получил среди художников и коллекционеров прозвище «Папаша Танги». Танги был одним из первых, кто проявил интерес к движению импрессионистов, приобретал и выставлял картины представителей этого направления. В июне 1891 года галерея переехала в дом 9 по улице Клозель. Художник и писатель Эмиль Бернар называет галерею Танги местом, где родились символизм и Школа Понт-Авена.

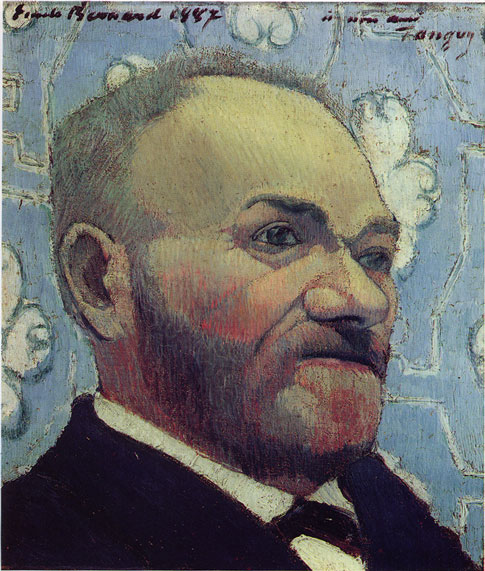
Эмиль Бернар. Портрет Папаши Танги (1887)

Особенной поддержкой Танги пользовался Поль Сезанн. Первоначально он был посредником Сезанна в Париже, позже предоставил художнику кредит и свою галерею для экспонирования работ. Танги приобретал картины Сезанна с 1873 по 1885 год. Среди картин Сезанна, которыми владел Танги, был портрет Ашиля Амперёра, в настоящее время он находится в коллекции музея Орсе.
Танги умер в 1894 году в Париже. Октав Мирбо почтил его память статьёй в L'Écho de Paris.

## Портреты Танги, написанные Ван Гогом
Винсент Ван Гог, покинув Нидерланды, с марта 1886 года жил у своего брата Тео в Париже, где создал три портрета Танги. На самом известном из них, «Портрете Папаши Танги», маршан изображён строго фронтально, сидящим на фоне старинных японских гравюр. После смерти Жюльена-Франсуа дочь продала эту картину скульптору Огюсту Родену. В настоящее время картина находится в Музее Родена.